# Ambassade de République centrafricaine en France
L'ambassade de République centrafricaine en France est la représentation diplomatique de la République centrafricaine en République française. Elle est située à Paris et son ambassadeur est, depuis 2022, Flavien Mbata.

## Ambassade
L'ambassade est située 30 rue des Perchamps dans le 16e arrondissement de Paris.

## Liste des ambassadeurs
| Date de nomination | Date de remise des lettres de créance | Date de remise des lettres de créance | Diplomate              |
| ------------------ | ------------------------------------- | ------------------------------------- | ---------------------- |
| 1994               | 19 octobre 1994                       | [ JORF 1 ]                            | Jean-Paul Ngoupandé    |
| 1996               | 9 janvier 1997                        | [ JORF 2 ]                            | Jean Poloko            |
| 2000               | 2 février 2001                        | [ JORF 3 ]                            | Nestor Kombot-Naguemon |
| 2006               | 17 novembre 2006                      | [ JORF 4 ]                            | Jean Willybiro-Sako    |
| Vacant 2010-2013   |                                       |                                       |                        |
|                    | 22 février 2013                       | [ JORF 5 ]                            | Emmanuel Bongopassi    |
| 31 décembre 2014   | 29 janvier 2015                       | [ JORF 6 ]                            | Michel Gbézéra-Bria    |
| 17 août 2022       | 13 janvier 2023                       | [ JORF 7 ]                            | Flavien Mbata          |